# Slovenský atletický zväz
Slovenský atletický zväz – słowacka narodowa federacja lekkoatletyczna. Siedziba znajduje się w Bratysławie, a prezesem jest Peter Korčok. Federacja jest członkiem European Athletics.